# Unification du Yémen

Le Yémen avant l'unification.

Carte du Yémen de 1990 à 2000.

L’unification du Yémen, ou réunification du Yémen, a eu lieu le 22 mai 1990 lorsque la république démocratique populaire du Yémen (Yémen du Sud) fusionna avec la république arabe du Yémen (Yémen du Nord), formant la république du Yémen. Cette unification marque la fin de la guerre froide dans le monde arabe alors qu'en Europe se déroulait progressivement la chute du bloc de l'Est.

## Contexte
Contrairement, par exemple, aux deux Allemagnes (Allemagne de l'Est et Allemagne de l'Ouest), ainsi qu'aux deux Corées (Corée du Nord et Corée du Sud), les relations entre les deux Yémen étaient plutôt amicales, bien qu'elles fussent parfois tendues. De plus, les deux Yémen étaient séparés historiquement, et non du fait de la guerre froide.
Alors que le Yémen du Nord était devenu un État indépendant après la chute de l'Empire ottoman en 1918, le Yémen du Sud devint une colonie britannique, qui obtint à son tour l'indépendance en 1967 à la suite du retrait des troupes britanniques qui devaient faire face à deux grands partis nationalistes : le Front de libération du Yémen du Sud occupé (FLOYS[Quoi ?]) et le Front de libération nationale (FLN). En 1972, un plan d'unification fut réalisé mais fut uniquement proposé en 1979 dans le cadre d'une réunion entre les deux chefs d'État respectifs au Koweït en mars 1979. Le Yémen du Sud refusa cette proposition et une guerre faillit éclater mais fut empêchée grâce à l'intervention de la Ligue arabe. Par la suite, le gouvernement sud-yéménite commença à armer les guérillas marxistes du Yémen du Nord afin de mener une lutte clandestine contre le Yémen du Nord et son armée.
En mai 1988, les négociations reprirent entre les deux Yémen afin de réduire considérablement les tensions. Elles permirent de reprendre les accords sur l'unification, d'établir une zone commune d'exploitation pétrolière près de la frontière, de démilitariser la frontière et de permettre à la population yéménite le libre passage de la frontière par le biais d'une carte d'identité nationale commune aux deux États. En novembre 1989, le président du Yémen du Nord, Ali Abdallah Saleh et le secrétaire général du Parti socialiste yéménite, Ali Salem al-Beidh, se mirent d'accord sur un projet d'unification établi initialement en 1981, le Yémen du Sud étant touché également par une baisse de l'aide soviétique[Quoi ?].

## Unification

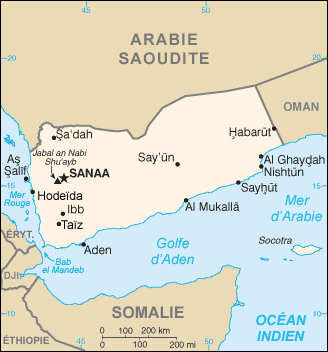
Carte du Yémen unifié.

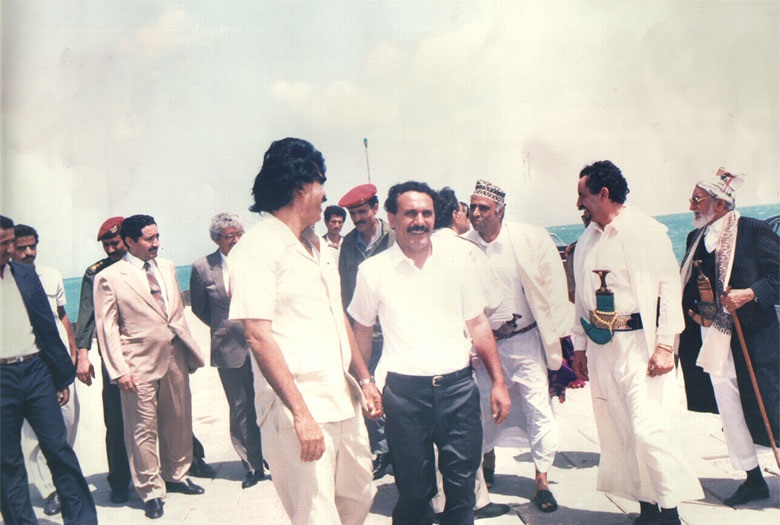
Ali Abdallah Saleh (à droite) et Ali Salem al-Beidh (à gauche) après la signature de l'accord de Sanaa en 1990.

La république du Yémen fut déclarée le 22 mai 1990. Ali Abdallah Saleh devint le président du Yémen, Ali Salim al-Beidh le vice-président et Haider Aboubaker al-Attas le Premier ministre du Yémen. Une période transitoire de 30 mois fut fixée afin de fusionner les deux systèmes politiques et économiques, ainsi que les lois en vigueur dans les régions des deux anciennes républiques. Un conseil présidentiel fut élu par les parlements respectifs des deux anciens pays. Un nouveau parlement, commun aux deux pays, la Chambre des députés transitoire unifiée, voit le jour. Elle est composée de 159 membres originaires du Nord, de 111 membres originaires du Sud et de 31 membres indépendants nommés par le président du Conseil présidentiel et originaires de tout le pays.

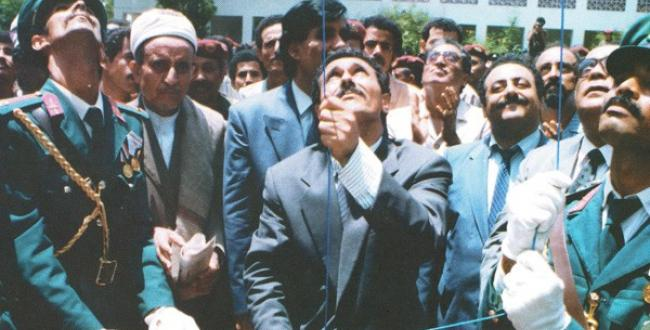
Saleh (au centre) lors de la proclamation de l'unification (1990).

Une nouvelle constitution fut convenue en mai 1990 et ratifiée par les parlements des deux États en mai 1991. Cette constitution prônait un système politique multipartite, des élections libres, le droit à la propriété privée, l'égalité devant la loi, et le respect des droits humains fondamentaux.
Conformément à l'accord de Sanaa, cinq membres du Conseil présidentiel transitoire sont élus lors d'une session commune du Conseil populaire suprême et du Conseil consultatif puis les membres du Conseil présidentiel ont élu un président et un vice-président pour un mandat de trente mois, respectivement Ali Abdallah Saleh et Ali Salem al-Beidh. Des élections législatives sont ainsi prévues pour novembre 1992, puis repoussées.
Des élections législatives eurent lieu le 27 avril 1993 : le parlement résultant fut composé de 143 membres du Congrès général du peuple, de 69 membres du Parti socialiste yéménite, de 63 membres d'al-Islah (un parti yéménite réformiste composé de divers groupes religieux) et de quelques autres membres de divers partis politiques. Le chef d'al-Islah, Abdallah ibn Hussein al-Ahmar, devint le président du Parlement.

## Guerre civile
Bien que l'unification soit pacifique, une guerre civile éclate en mai 1994 à la suite de la détérioration des relations entre marxistes et unionistes. Les dirigeants sud-yéménites, limogés du gouvernement, proclament la création de la République démocratique du Yémen, dirigée par Ali Salem al-Beidh, État reconnu par aucun pays de la communauté internationale, correspondant au territoire de l'ancien Yémen du Sud. Les Sud-Yéménites étaient soutenus par l'Arabie saoudite qui était inquiète d'avoir à ses frontières un Yémen unifié alors que les États-Unis demandèrent à plusieurs reprises un cessez-le-feu, sans succès. La guerre prend fin le 7 juillet 1994 lorsque l'armée nord-yéménite reprend le contrôle de l'ensemble du pays. Le bilan est particulièrement lourd : de 7 000  à   10 000 morts selon les sources. Les combattants (plusieurs milliers) et les dirigeants sudistes sont contraints à l'exil. Si cette guerre marque la réunification finale des deux États, le pays doit cependant faire face à de nombreuses reconstructions, à la suite des dégâts provoqués par la guerre.

## Après-unification
La première élection présidentielle eut lieu le 23 septembre 1999 et voit le président sortant, Ali Abdallah Saleh, être élu avec 96,3 % des voix. Les amendements constitutionnels adoptés à l'été 2000 étendirent le mandat présidentiel de 2 ans, déplaçant ainsi la prochaine élection présidentielle en 2006. Le Yémen est alors un État à parti dominant avec le Congrès général du peuple (à majorité nordiste) au pouvoir.
En 2010, des troubles continuent encore, dans ce que certains voient comme un traitement injuste de la part du Nord. Ainsi, en 2007, un nouveau mouvement, le Mouvement du Yémen du Sud (MYS, également appelé le Mouvement pacifique du Sud ou encore le Mouvement séparatiste du Sud) est créé, réclamant le retour d'un État indépendant au sud et allant même parfois jusqu'à attaquer l'armée gouvernementale. Le 22 mai 2010, le Yémen fête le 20e anniversaire de l'unification du pays.

## La guerre civile depuis 2014
Une guerre civile a éclaté en septembre 2014 au Yémen entre deux factions qui se disputent le pouvoir central. Les forces houthies qui contrôlent la capitale Sanaa, alliées aux forces loyales à l'ex-président Ali Abdullah Saleh, se sont opposées aux forces loyales au gouvernement d'Abdrabbo Mansour Hadi, basé à Aden. Des attentats ont aussi été organisées par Al-Qaïda dans la péninsule arabique et l'État islamique d'Irak et du Levant (ISIL).
Alors que les forces houthies (nordistes) prenaient le dessus, et atteignaient les environs d'Aden, une coalition armée emmenée par l'Arabie saoudite est intervenue avec le soutien logistique des États-Unis pour restaurer le pouvoir des autorités gouvernementales. Selon l'ONU, le conflit a fait plus de 6 500 morts entre mars 2015 et mars 2016, dont 3 218 civils.